# Waldo Ponce
Waldo Ponce (f. 12 april 1982 i staden Los Andes utanför Valparaíso) är en chilensk fotbollsspelare i Universidad de Chile.

## Universidad de Chile
Ponce kom till Universidad de Chile som 15-åring och debuterade för A-laget säsongen 2002. Inför säsongen 2003/2004 köptes den talangfulle Ponce av det tyska Bundesligalaget Wolfsburg.
Vistelsen i Tyskland blev dock kortvarig och efter fem matcher för den tyska klubben återvände chilenaren till moderklubben Universidad de Chile (där han skulle stanna i ytterligare två säsonger). Ponce valde inför säsongen 08/09 att inte förnya sitt kontrakt med "La U" och det resulterade i att han fick lämna klubben på en fri transfer.

## Vélez Sársfield
Det spekulerades mycket i var Ponce skulle spela efterföljande säsong. Det mesta pekade åt att chilenaren nu skulle fortsätta sin karriär i den argentinska ligan, men det ryktades också att det chilenska mästarlaget Colo-Colo var intresserat av att värva honom. Slutligen skrev Ponce på för Vélez Sársfield.

## Landslaget
Under sin vistelse i "La U" imponerat han på den chilenske förbundskaptenen Marcelo Bielsa vilket ledde till att han fick debutera i det chilenska landslaget 2005.